# 16447 Вобан
16447 Вобан (16447 Vauban) — астероїд головного поясу, відкритий 3 вересня 1989 року.
Тіссеранів параметр щодо Юпітера — 3,332.
Названо на честь Себаст'єна ле Претр де Вобана (фр. Sébastien Le Prestre de Vauban, 1633 - 1707) — французького військового інженера. Вважався одним з найвизначніших військових інженерів своєї епохи.